# برج البراجنة
برج البراجنة هي إحدى القرى اللبنانية من قرى قضاء بعبدا في محافظة جبل لبنان. وبه مخيم برج البراجنة للاجئين الفلسطينيين.

## التاريخ والتسمية
قيل بأن هذا البرج نسب إلى قوم عرب عرفوا باسم البراجنة، الذين تمردوا على الأمير فخر الدين الثاني (1590-1635م) والذين قتلوا عبداً له ورموه في بئر يُعرف لغاية الآن باسم بئر العبد.

## العمارة
الهندسة فيها فسيفسائية، قديم اختلط بالجديد وأبنية جاورت الأكواخ، وأزقة تفرعت من طرق رئيسية، وكوم بناء تكدست وتضخم سكني في بعض مناطقها، وشوارع تكاد تخلو إلا من متاجر المأكولات المتواضعة، مصانع قرب المنازل، ومدارس تجاور المصانع والمنازل، هذه هي برج البراجنة التي كانت في السابق بلدة ترتكز على الزراعة.

## الموقع
برج البراجنة هي إحدى بلدات ساحل المتن الجنوبي العائدة لمحافظة جبل لبنان والتابعة لقضاء بعبدا وهي تشكل مع عدد من بلديات هذا الساحل ما جرى التعارف على تسميته باسم ضاحية بيروت الجنوبية. تبعد برج البراجنة عن وسط العاصمة بيروت مسافة الأربعة كيلومترات تقريبا ويبلغ عدد سكانها بين ما ينسب إليها رسميا ومن يقيم فيها فعليا ما يقارب الثلاثمائة وخمسين ألف نسمة وفقا للإحصاءات العائدة للهيئات المحلية التي تعنى بالعمل الاجتماعي. تبلغ مساحتها 462 هكتار وهي تمتد من حدود بلدة الحدت – حدت بيروت – شرقا حتى شواطئ البحر غربا، ومن مطار بيروت الدولي جنوبا حتى بلدتي حارة حريك والغبيري شمالا شاملة مناطق الرمولو والأوزاعي وبعض الأقسام من محيط مطار بيروت الدولي وتخترقها الطرقات والبولفارات المؤدية إليه.

## السكان
تتميز برج البراجنة بكثافة سكانها إذ أن غالبية سكانها هم من الوافدين القادمين من جنوب لبنان لأسباب عدة أهمها الاحتلال الإسرائيلي لمنطقة البقاع الغربي والجنوب. يبلغ عدد السكان 350 ألف نسمة وعدد سكان البرج الأصليين لا يتجاوز الـ50 ألف نسمة، ويشكل هذا التزايد السكاني عبئا على العمل البلدي فضلا عن مشاكل الجباية والأعمال الخدماتية الأخرى التي تؤمنها البلدية للمواطنين كافة أضف إلى ذلك المشاكل البيئية الضاغطة والفوضى العمرانية التي انتشرت أثناء الحرب المدمرة التي عاشها لبنان.